# Marasquino

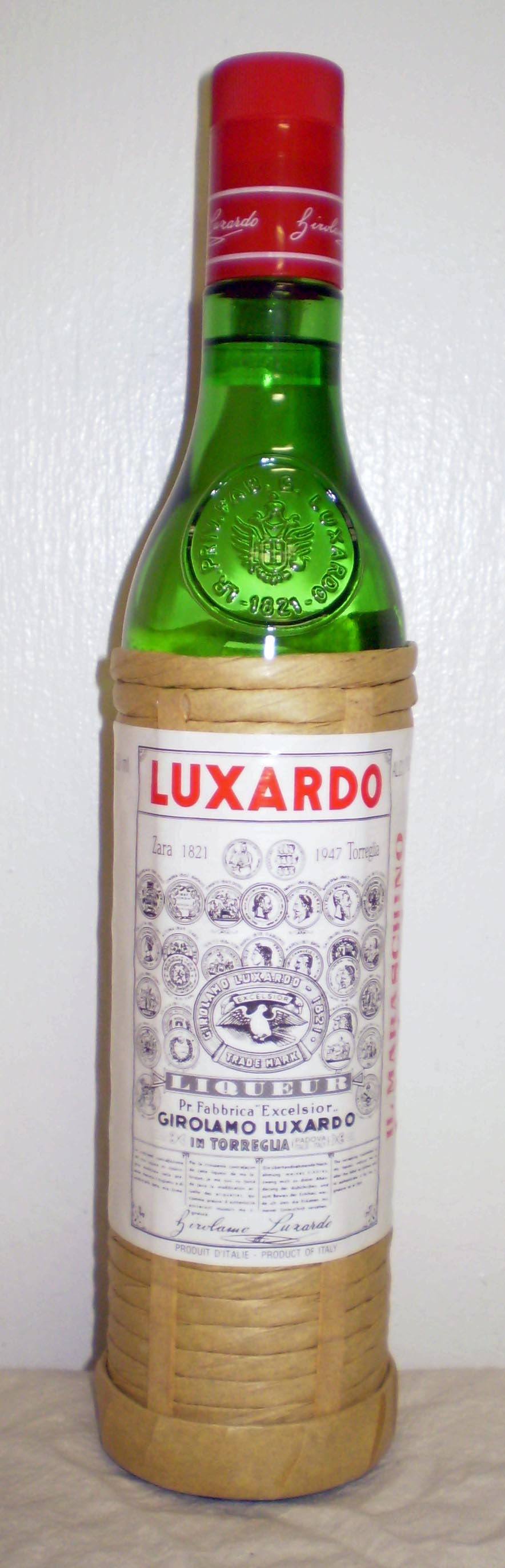
Licor de marasquino.

Marasquino é um licor muito delicado, incolor, ligeiramente viscoso, doce e perfumado. 
É feito de uma variedade de cereja chamada cereja de maraschino às quais são adicionados açúcar, amêndoas e mel. É fabricado especialmente em Zadar, uma cidade da Dalmácia , Croácia, onde se produz o mais renomado. Também é produzido em Torreglia (perto de Pádua, Itália ). 